# Will.i.am
William James Adams, Jr., bolj znan pod umetniškim imenom will.i.am, ameriški raper, tekstopisec, pevec, glasbeni producent in igralec, * 15. marec 1975, Los Angeles, ZDA.
will.i.am je zaslovel s svojo hip hop skupino Black Eyed Peas, poleg pop pevke Fergie in raperjev Tabooja ter Apl.de.ap-a.

## Biografija
Z glasbo se je začel ukvarjati v srednji šoli, ko je v duetu z Allanom Lindo (Apl.de.ap-om) nastopal po klubih v vzhodnem Los Angelesu. Posnel je tudi dueta z ameriškima raperjema Flo Rido in Usherjem.
Leta 2008 ga je najel Michael Jackson da bi sproduciral remiks nekaterih skladb za ponovno izdajo albuma Thriller. Delal je tudi z Justinom Timberlakeom, Pussycat Dolls, Davidom Guetto, U2, Justinom Bieberjem, Britney Spears..
Prvič je zaigral v seriji televizijskih oglasov za Snickers, skupaj z ostalimi člani Black Eyed Peas. Kasneje je posodil glas pri animiranem filmu Madagaskar 2 in igral v filmu X-Men Origins: Wolverine (2009) ter imel stransko vlogo v televizijski seriji Joan of Arcadia.